# Berberis empetrifolia
Berberis empetrifolia es una especie de plantas de la familia de las berberidáceas. Es originaria de Argentina y Chile.

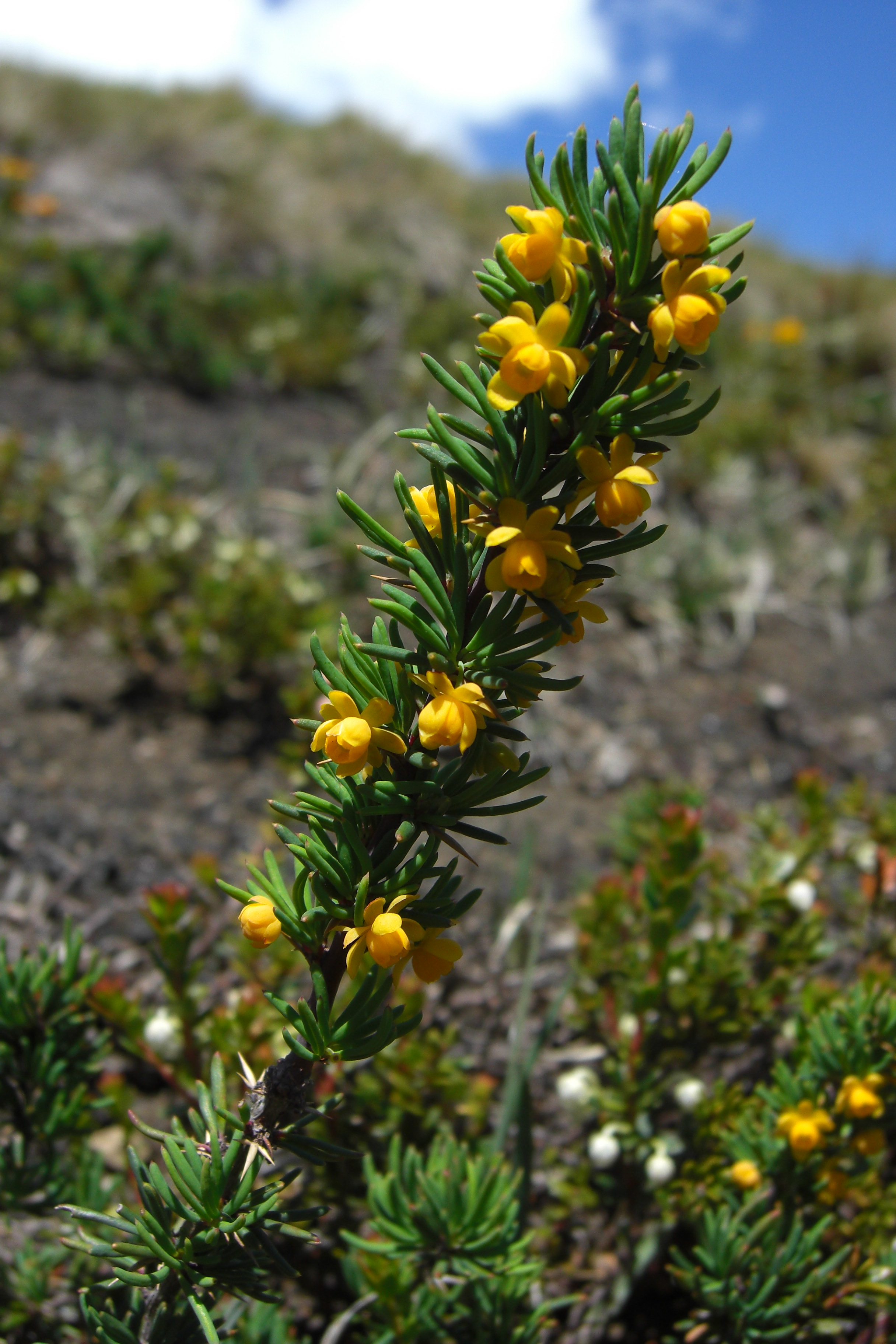
Inflorescencia

## Taxonomía
Berberis empetrifolia fue descrita por Jean-Baptiste Lamarck y publicado en Tableau Encyclopédique et Methodique ... Botanique 2: 391, pl. 253, f. 4. 1792.
Etimología
Berberis: nombre genérico que es la forma latinizada del nombre árabe de la fruta.
empetrifolia: epíteto latino que significa "con las hojas de Empetrum".
Sinonimia
- Berberis cuneata K.Koch
- Berberis empetrifolia var. magellanica C.K.Schneid.
- Berberis mutabilis Phil.
- Berberis revoluta Sm. ex DC.
- Berberis wawrana C.K.Schneid.[4]